# کوه کو (قزاقستان)
کوه کو (قزاقی: Қу тауы) یک کوه در استان قراغندی کشور قزاقستان است.